# Gonomyia (Gonomyia) efficiens
Gonomyia (Gonomyia) efficiens is een tweevleugelige uit de familie steltmuggen (Limoniidae). De soort komt voor in het Neotropisch gebied.